# Accademia Cignaroli e Scuola Brenzoni di Pittura e Scultura
L'Accademia Cignaroli, con sede a Verona, fu costituita nel 1764 con la trasformazione in pubblica istituzione dell'antica Accademia del Disegno.
L'accademia Cignaroli è una delle più antiche accademie di belle arti del mondo ed una delle cinque Accademie storiche italiane. Giambettino Cignaroli ne fu il primo direttore, dalla sua istituzione fino alla sua morte nel 1770.

## Storia
L'istituzione dell'Accademia di Pittura di Verona, il 18 dicembre del 1764, sotto l'egida di Giambettino Cignaroli (1706-1770), pittore acclamato ben oltre i confini locali, suggellò il riconoscimento della scuola pittorica veronese, erede di una lunga e prestigiosa tradizione. È documentato che già nel corso del Settecento artisti e nobili “dilettanti” si riunivano in una “Accademia veronese del Disegno” per esercitarsi nella copia del nudo, in dimore private messe a disposizione dagli accademici. Tra questi figuravano anche il conte Alessandro Pompei, pittore e architetto, e il marchese Scipione Maffei, l'erudito di fama europea che segnò profondamente la cultura veronese nell'età dell'Illuminismo. È lecito ipotizzare che proprio la frequentazione di questa straordinaria figura di intellettuale, che aveva dato vita nella città scaligera al primo museo pubblico d'Europa, abbia sollecitato il Cignaroli a istituzionalizzare la “Accademia del Disegno” con un contributo annuo della Municipalità veronese e l'uso di un edificio di proprietà comunale.
Approvati dal Senato veneziano i Capitoli accademici all'inizio del 1765, l'Accademia di Pittura veronese iniziò la sua attività con il Cignaroli “direttore perpetuo”, tre presidenti, tre “Maestri di pittura”, nominati ogni anno, e trentatré pittori aggregati con la qualifica di fondatori. Ubicata inizialmente in una casa sita “alla Giara” (nell'odierno vicolo Ghiaia) concessa in uso gratuito dal Comune, nel 1765 trasferì la propria sede in un appartamento nella “Corte de' Cavallari”, prospiciente l'attuale piazzetta Navona, dove fu allestita la “sala del nudo” su progetto di Alessandro Pompei. Il 17 febbraio 1766 il Magnifico Consiglio cittadino deliberò di solennizzare l'apertura dell'Accademia con una cerimonia ufficiale. Padre Ippolito Bevilacqua dell'Oratorio di Verona pronunciò il discorso inaugurale; Girolamo Pompei, nominato nel frattempo segretario perpetuo dell'Accademia, compose una canzone celebrativa in sette stanze. I due testi furono poi pubblicati in un volumetto divenuto oggi rarissimo.
Mentre era impegnato come catalogatore e conservatore del patrimonio artistico veronese, allora minacciato dalle soppressioni napoleoniche, e si dedicava all'ambizioso progetto di una storia illustrata della pittura veronese, Dalla Rosa si adoperò nella riorganizzazione dell'Accademia dotandola di nuovi strumenti didattici e selezionando dipinti di antichi maestri che avrebbero costituito il nucleo della pinacoteca pubblica, allestita nel 1812 nella sala del Consiglio del Comune (allora nella Loggia di Fra Giocondo). A una delle sedi intermedie assegnatale in quegli anni si riferisce l'acquaforte che illustra il piccolo volume del 1823 Capitoli dell'Accademia di Pittura e Scultura in Verona e il dipinto di Carlo Canella Studio notturno dal vero nell'Accademia di Belle Arti di Verona recentemente acquisito dall'antica istituzione.

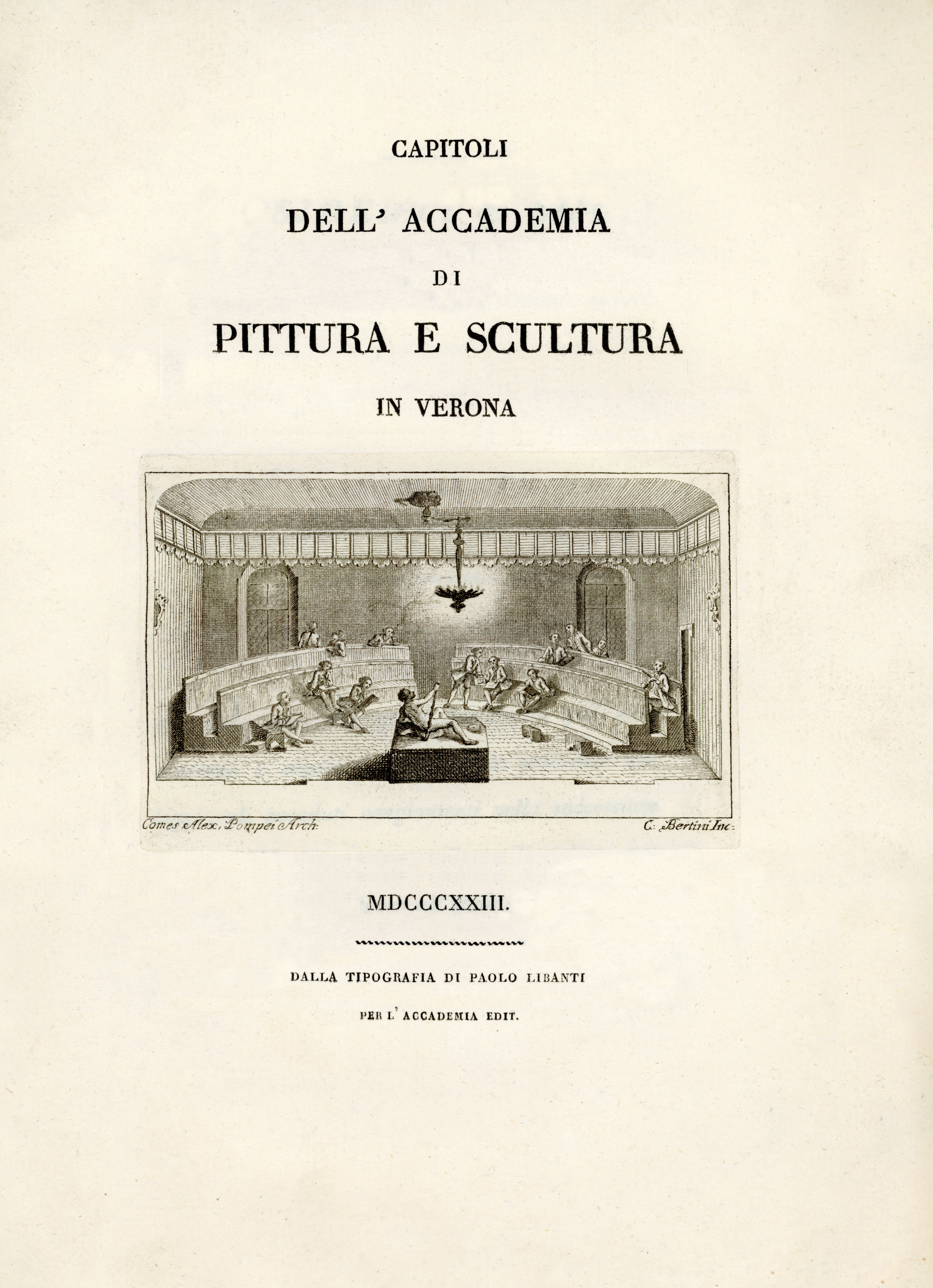
Frontespizio del libro "Capitoli dell'Accademia di Pittura e Scultura in Verona" pubblicato nel 1823

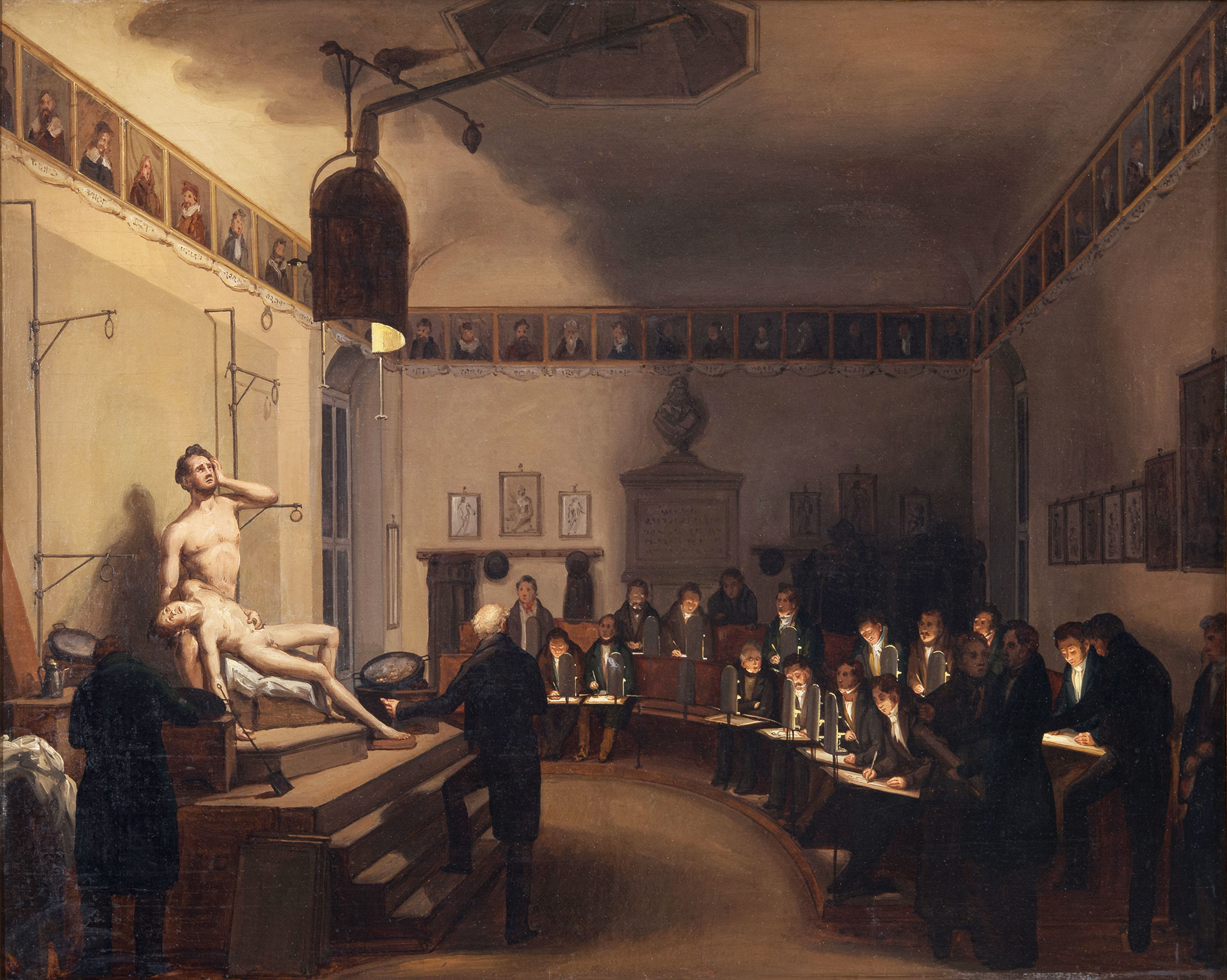
Carlo Canella, Studio notturno dal vero nell'Accademia di Belle Arti di Verona, 1827 c.ca, Accademia Giambettino Cignaroli e Scuola Brenzoni di Pittura e Scultura, Verona

L'Accademia sarebbe però stata contigua al museo, come è avvenuto per molte importanti istituzioni accademiche italiane, soltanto a partire dal 1856 quando venne trasferita nel sanmicheliano palazzo Pompei alla Vittoria, che proprio allora ospitava nelle sue sale il Museo civico. 
Durante il seguente periodo di dominazione austriaca, l'Accademia non ebbe vita facile, risentendo delle vicissitudini risorgimentali (fra cui la sospensione dell'attività nel 1848-1851); il più significativo avvenimento fu il legato con il quale il socio accademico conte Paolo Brenzoni nel 1853 lasciò al Comune di Verona importanti beni immobili da cui ricavare una rendita perpetua affinché venisse “aperta in Verona una pubblica Scuola gratuita di pittura e scultura, condotta e diretta da uno dei più distinti pittori e figuratisti italiani”, a patto che la Scuola conservasse il suo nome e assumesse lo stemma gentilizio del suo fondatore. Il nuovo Statuto dell'Accademia Cignaroli e Scuola Brenzoni di Pittura e Scultura – questa fu la nuova denominazione dell'Istituto – fu approvato dal Consiglio comunale il 18 dicembre 1896. Al lascito Brenzoni si affiancano ulteriori legati da privati a sostegno di concorsi per opere di pittura e scultura, quali il legato Perini (1869) e quello Bovio (1921).
Se negli anni che precedettero l'annessione di Verona al Regno d'Italia, molti giovani veronesi preferivano cercare in altre città italiane la via del successo (è il caso di Vincenzo Cabianca (che dopo un'iniziale formazione nell'Accademia veronese si trasferì prima a Venezia, poi a Bologna e quindi a Firenze, dove si unì al gruppo dei Macchiaioli), negli anni Settanta dell'Ottocento l'Accademia veronese si distinse per particolare vivacità grazie al potenziamento dell'istituzione, reso possibile dal lascito del conte Paolo Brenzoni. Dopo un concorso nazionale fu chiamato a dirigere la scuola e ad insegnarvi pittura Napoleone Nani (1841-1899), pittore veneziano di vocazione “verista” che seppe portare a Verona la moderna esperienza didattica dell'Accademia di Venezia, da tempo riformata da Pietro Selvatico. Alla sua scuola si formarono anche Alessandro Milesi, Angelo Dall'Oca Bianca e Vincenzo De' Stefani, destinati a mietere grandi consensi nelle mostre internazionali di fine secolo.

### L'attività nel '900

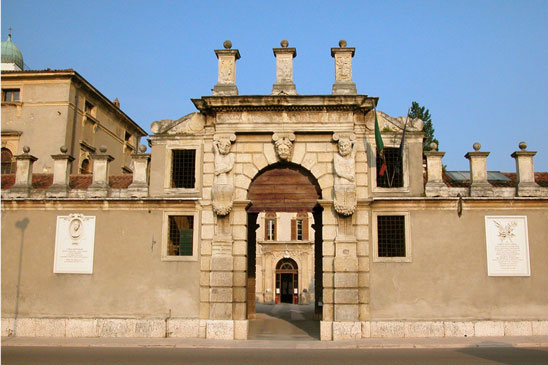
Palazzo Verità Montanari, sede assegnata all'Accademia nel 1947

Una straordinaria vitalità contraddistinse l'Accademia nel primo quarto del Novecento quando alla guida dell'istituzione, passata per un breve periodo nelle mani di Mosè Bianchi, fu chiamato il bolognese Alfredo Savini (1868-1924), poi coadiuvato dal divisionista Baldassare Longoni. I numerosi pittori di talento formatisi in quegli anni, da Antonio Nardi a Guido Trentini, da Ettore Beraldini a Giuseppe Zancolli, da Angelo Zamboni a Pino Casarini, ebbero poi la ventura di confrontarsi con Felice Casorati, nella sua stagione veronese, e con il gruppo degli artisti di Ca' Pesaro. Alla metà degli anni Venti, nell'Accademia Cignaroli, dove Antonio Nardi era succeduto a Savini e Egidio Girelli insegnava scultura, si incrociarono personalità come Giacomo Manzù e Fiorenzo Tomea, Sandro Bini e Renato Birolli, che anche dopo il trasferimento a Milano continuò a rimanere legato agli ambienti artistici della sua città.
Nel 1924 all'Accademia venne annesso il Liceo artistico che, dopo la parificazione avvenuta nel 1962, venne infine statalizzato nel 1967. Solo nel 1978 il Liceo avrebbe stabilito la propria nuova sede in via delle Coste a Verona, separandosi definitivamente dall'Accademia.
Nel 1937 Achille Forti, illustre botanico e mecenate, grazie a un lascito testamentario donò al Comune di Verona il suo palazzo nobiliare nell'attuale Via Forti, con vincolo di utilizzo del piano terra da parte dell'Accademia di Belle Arti “G.B. Cignaroli” e Scuola Brenzoni e del primo piano da parte della costituenda Galleria d'Arte Moderna. In quell'occasione il Comune di Verona chiede all' Accademia di Belle Arti “G.B. Cignaroli” e Scuola Brenzoni di rendere disponibile un consistente gruppo di opere appartenente alla propria collezione, tuttora presenti in comodato gratuito presso la collezione civica. Nel 1947 iI Sindaco Aldo Fedeli (deputato dell'Assemblea Costituente e sindaco di Verona tra il 1945 e il 1951), in virtù del lascito Forti assegna il palazzo Verità Montanari (sito nell'attuale via Carlo Montanari 5) a sede dell'Accademia di Belle Arti “G.B. Cignaroli” e Scuola Brenzoni.
A partire dal 1983-1984, grazie all'allora presidente prof. Renzo Chiarelli, venne gradualmente assegnato valore legale a numerosi insegnamenti, mantenendo inalterata la pianificazione dei corsi liberi rivolti a allievi che per età e/o impegni professionali non potevano frequentare il normale piano di studi. Nel primo decennio del Duemila sono stati istituiti diplomi accademici di primo e secondo livello.
L'attività della scuola legalizzata viene in seguito scorporata dall'antica istituzione e conferita alla Fondazione Accademia di Belle Arti di Verona, costituita nel 2012, per giungere a statizzazione nel 2023.
Nel frattempo l'antica Accademia Cignaroli e Scuola Brenzoni di Pittura e Scultura prosegue la propria attività rivolta alla gestione dei corsi liberi. Nel 2013 si dota di un nuovo statuto che contempla, secondo la tradizione, la nomina degli organi rappresentativi da parte dei soci accademici.
Nel 2014 per le celebrazioni dei 250 anni, l'Accademia Cignaroli avvia il restauro del bassorilievo e della lapide apposti sulla facciata della casa in via Roma 6 che ospitò lo studio di Giambettino. 
La storia, che ha avuto inizio oltre 250 anni fa, prosegue con attività di tipo didattico curate da artisti affermati e noti non solo a livello nazionale, oltre che con iniziative culturali legate in particolare al settore delle arti visive.

## Direttori
Giambettino Cignaroli ne fu il primo direttore fino al 1770. Gli succedettero Giovanni Battista Rusca fino al 1774, Francesco Lorenzi fino al 1780, Pietro Antonio Perotti fino al 1786, Angelo Da Campo, Saverio Dalla Rosa, fino ad arrivare a tempi più recenti con Napoleone Nani, Mosè Bianchi, e Alfredo Savini dal 1900 al 1924. A questi subentrarono nel 1925 Egidio Girelli nella direzione, e il pittore Antonio Nardi nell'insegnamento della pittura, ininterrottamente dal 1924 al 1965 (inizialmente in collaborazione con Guido Trentini).